# Джон Егнью
Джон Е́гнью (англ. John A. Agnew, 29 серпня 1949, Міллом, Англія) — британсько-американський політичний географ. Навчався в університетах Ексетера та Ліверпуля в Англії та штату Огайо, США.

## Наукова кар'єра
На даний момент Джон Егнью є професором географії в Каліфорнійському університеті у Лос-Анжелесі (UCLA). З 1975 по 1995 — професор Сірак'юзького університету в Нью-Йорку. Егнью є доктором наук і викладає курси з політичної географії, історії географії, європейських міст та Середземномор'я. З 1998 по 2002 роки очолював відділ географії в UCLA.
Егнью багато писав щодо питань території, місця, політичної сили. Він також працював над питаннями «науки» в географії, а також як знання створюються і циркулюють в та між місцями. Відомий своїм внеском у відродження геополітики як напряму досліджень, а також теоретичними та практичними намаганнями показати як національну політику можна розуміти через терміни географічної динаміки місць та як вона випливає із локальних та довгострокових факторів.
Однією з його найбільш відомих робіт є «Місце та політика» (1987), інша — «Геополітика: Перегляд світової політики» (2003). Більшість емпіричних досліджень стосується Італії, Греції та Сполучених Штатів. У 2008–2009 роках Джон Егнью був президентом Асоціації американських географів, головної професійної організації академічної географії у США. Також був помічником редактора флагманського журналу асоціації «Аннали Асоціації американських географів», а також співредактором міжнародного журналу «Геополітика» разом з Девідом Ньюманом з 1998 по 2009 роки. Зараз він є головним редактором майбутнього журналу «Територія, Політика, Управління», що видаватиметься Routledge.

## Місце
У книзі «Місце і політика» Егнью відзначає, що для того, щоб певний «простір» став «місцем», необхідно виконати три вимоги:
- Конкретне місце, що відповідає на питання «куди?» щодо всього іншого.
- «Місцеве» або «місце», — справжня форма простору, визначена стінами в кімнаті або парками та вулицями міста тощо, пов'язана з повсякденними видами діяльності (робота, розваги чи відпочинок тощо).
- Почуття чи почуття «місця», особистісного та емоційного зв'язку, якого люди досягають із конкретним місцем.

Зосередженість на місці відображає зусилля щодо створення масштабної політичної географії. Егнью розглядає це як альтернативу панівній державоцентристській ідеї геополітичного поля дослідження. Місце в політичної географії краще, ніж державоцентизм ідеї геополітичного дозволяє зрозуміти ситуацію з глобальною еволюцією поля дослідження. Таким чином Егнью: (A) пропонує концепцію місць, як Географічних поселень для політичних дій, структурованих історичним накопиченням різних типів впливів як локальних, і інших, відчуття «місця», що впливають на людину, і (B) пов'язані з динамічним характером місць щодо політики, яка спричиняє зміни в ширшому середовищі (наприклад, зміна балансу сил між місцевими та національними органами влади, зміни функціонування світової економіки, зміни соціальних та етнічних класів, а також інші зміни соціального характеру. Можливі розбіжності випливають із значення місця та його зв'язків). Завдяки попереднім дослідженням питань італійської політики, проведеним протягом п'ятнадцяти років, з'явилася збірна робота Егнью «Місце і політика в сучасній Італії», — найзначущіший розвиток перспектив його книги 1987 року «Місце і політика». Егнью вступає в сучасну дискусію з політичної теорії щодо рішень раціонального характеру, асоціацій, відмінностей та соціалізації, щоб забезпечити альтернативну географічну перспективу, яка при цьому приділяє особливу увагу теоретичним та емпіричним питанням дослідження з точки зору обох зосереджена на місцевих, а також ширших географічних масштабах Італії. Недавно (2003—2007 рр.) Егнью та його колега Майкл Шін співпрацювали в проєкті, заснованому NSF щодо трансформації італійської виборчої політики у 1987—2006 роках з метою дослідження (вимірювання) географічної динаміки італійської політики, охоплюючи всю цю країну. Книга «La Italia de Berlusconi» (опублікована у 2008 р.) Стосується саме цієї теми.

## Геополітика
Егнью критично переформулював основи «геополітики» — донедавна тематичного табу англо-американських географів. Його книга «Освоєння простору» («Домінуючий простір») з'явилася в 1998 році, перевидана 2003 року у співпраці з іншими мислителями, завдяки чому став лауреатом нагород.
Його найяскравіший внесок в основи «геополітики» подано зокрема у праці «Гегемонія: нова форма глобальної сили». Три найважливіші проблеми, які розглядаються в цій праці: *(1) «історизація» ідеалізованої політичної та геополітичної теорії сучасної («традиційної») епохи; *(2º) роль різних геополітичних дискурсів у різні періоди цієї епохи, її значення для «нормалізації» глобального бачення, пов'язаного з «центристичним» станом «сучасної геополітичної фантазії»; *(3º) необхідність серйозно сприймати важливий внесок у «світовий порядок» різних гегемонів (геополітичних сил). Ця робота привернула увагу дослідників міжнародних відносин, які приділили після цього більше уваги вивченню «географії», як теоретичної, так і практичної, та її важливості для аналізу міжнародних відносин. Недавня робота Егнью в цій галузі, особливо про умови виникнення сучасної європейської держави, і що ці умови означають для державності (категорії «держави») у південно-східній Європі, була визнана гуггенхаймською стипендією для її автора. Його остання стаття «Без кордонів, без націй: будівництво Греції в Македонії» показує точку зору Егнью на міжнародні кордони, — важливий напрямок геополітики.

## Окремі книги та статті
- Mapping Populism: Taking Politics to the People (2019, Rowman and Littlefield), co-authored with Michael Shin.
- Handbook of Geographies of Power (2018, Edward Elgar), co-edited with Mathew Coleman.
- «Deus Vult: Геополітика католицької церкви» // Геополітика, випуск 15, 1 січня 2010, ст. 39-61 («Deus Vult: The Geopolitics of the Catholic Church» (2010, Routledge), Published in: Geopolitics, Volume 15, Issue 1 January 2010, pages 39 — 61);
- «Довідник SAGE з географічного знання» (The SAGE Handbook of Geographical Knowledge (2010, Sage), co-edited with David Livingstone ISBN 978-1-4129-1081-1)
- «Глобалізація та суверенітет» («Globalization and Sovereignty») (2009, Rowman & Littlefield) ISBN 0-7425-5678-6
- «Географія світового господарства» (The Geography of the World Economy (6th Edition, 2014, Oxford UP), co-authored with Paul Knox and Linda McCarthy ISBN 0-340-94835-3)
- «Італія Берлусконі» («Berlusconi's Italy») (2008, Temple UP) ISBN 1-59213-717-2
- «Політика: Критичні нариси з суспільної географії» (Politics: Critical Essays in Human Geography (ed) (2008, Ashgate), co-edited with Virginie Mamadouh ISBN 0-7546-2690-3)
- «Гегемонія: Нова форма глобальної влади» («Hegemony: The New Shape of Global Power») (2005, Temple UP) ISBN 1-59213-153-0
- «План Маршала сьогодні» (The Marshall Plan Today (2004, Routledge), co-edited with J. Nicholas Entrikin ISBN 0-7146-5514-7)
- «Геополітика: перегляд світової політики» (Geopolitics: Re-visioning World Politics (2003, 2nd ed. Routledge) ISBN 0-415-31007-5)
- «Путівник по політичній географії» (A Companion to Political Geography (2003, Blackwell), co-edited with Katharyne Mitchell and Gerard Toal ISBN 978-0-631-22031-2)
- «Американський простір/Американське місце: географія сучасних Сполучених Штатів» (American Space/American Place: Geographies of the Contemporary United States (2002, University of Edinburgh Press/Routledge), co-edited with Jonathan Smith ISBN 0-415-93532-6)
- «Творячи політичну географію» (Making Political Geography (2002, Arnold/Oxford UP) ISBN 978-0-340-75955-4)
- «Місце і політика у сучасній Італії» (Place and Politics in Modern Italy (2002, University of Chicago Press) ISBN 0-226-01051-1)
- «Винаходячи геополітику заново: географія сучасної державності» (Reinventing geopolitics: Geographies of Modern Statehood (2001, Franz Steiner Verlag) ISBN 3-88570-504-4)
- «Політична географія: Читанка» (Political Geography: A Reader (ed) (1997, Arnold) ISBN 0-470-23655-8)
- «Суспільна географія: антологія [базових текстів]» (Human Geography: An Essential Anthology (ed) (1996, Wiley-Blackwell), co-edited with David N. Livingstone and Alisdair Rogers ISBN 978-0-631-19461-3)
- «Освоєння простору» (Mastering Space (1995, Routledge), co-authored with Stuart Corbridge ISBN 0-415-09434-8)
- «Рим» (Rome (1995, Wiley-Blackwell) ISBN 978-0-471-94886-5)
- «Сполучені Штати у світовому господарстві» (The United States in the World-Economy (1987, Cambridge UP) ISBN 0-521-31684-7)
- «Місце і політика: Географічне посередництво держави і суспільства» (Place and Politics: The Geographical Mediation of State and Society (1987, Allen & Unwin) ISBN 0-04-320177-6)